# کانادا در المپیک تابستانی ۱۹۶۰
کانادا در بازی‌های المپیک تابستانی ۱۹۶۰ که در شهر رم برگزار شد، کاروان کانادا با ۸۵ ورزشکار در این رقابت‌ها شرکت کرد و موفق به کسب ۱ مدال (۰ طلا، ۱ نقره، ۰ برنز) شد. در جدول رتبه‌بندی توزیع مدال‌ها، کانادا در ردهٔ ۳۲ مسابقات قرار گرفت.